# Lottefors
Lottefors är en tätort i Bollnäs kommun, Gävleborgs län. 

## Befolkningsutveckling
| Befolkningsutvecklingen i Lottefors 1950–2020 | Befolkningsutvecklingen i Lottefors 1950–2020 | Befolkningsutvecklingen i Lottefors 1950–2020 | Befolkningsutvecklingen i Lottefors 1950–2020 | Befolkningsutvecklingen i Lottefors 1950–2020 |
| --------------------------------------------- | --------------------------------------------- | --------------------------------------------- | --------------------------------------------- | --------------------------------------------- |
|                                               |                                               |                                               |                                               |                                               |
| År                                            |                                               |                                               | Folkmängd                                     | Areal (ha)                                    |
| 1950                                          | 1950                                          |                                               | 507                                           |                                               |
| 1960                                          | 1960                                          |                                               | 704                                           |                                               |
| 1965                                          | 1965                                          |                                               | 599                                           |                                               |
| 1970                                          | 1970                                          |                                               | 505                                           |                                               |
| 1975                                          | 1975                                          |                                               | 513                                           |                                               |
| 1980                                          | 1980                                          |                                               | 472                                           |                                               |
| 1990                                          | 1990                                          |                                               | 432                                           | 170                                           |
| 1995                                          | 1995                                          |                                               | 432                                           | 146                                           |
| 2000                                          | 2000                                          |                                               | 413                                           | 146                                           |
| 2005                                          | 2005                                          |                                               | 391                                           | 146                                           |
| 2010                                          | 2010                                          |                                               | 392                                           | 137                                           |
| 2015                                          | 2015                                          |                                               | 374                                           | 96                                            |
| 2020                                          | 2020                                          |                                               | 358                                           | 102                                           |
|                                               |                                               |                                               |                                               |                                               |